# Élection présidentielle américaine au Massachusetts

Carte des États-Unis avec l'État du Massachusetts en rouge.

L'État du Massachusetts est l'un des treize premiers États d'Amérique, et a ainsi participé à toutes les élections présidentielles américaines. 
De 1864 à 1924, le Massachusetts était un État républicain de premier plan, n'étant remporté par les démocrates qu'aux élections de 1912, lorsque le parti républicain était divisé. Cependant, la montée en puissance du bloc électoral catholique irlandais a conduit l'État à soutenir Al Smith en 1928 puis Franklin D. Roosevelt lors de ses quatre élections. Depuis 1960, Ronald Reagan (en 1980 et 1984) a été le seul républicain à remporter le Massachusetts, l'État étant devenue un État bleu, un bastion pour le Parti démocrate.

## Historique

### Partis
- (F) : Parti fédéraliste
- (DR) : Parti républicain-démocrate
- (D) : Parti démocrate
- (NR) : Parti national-républicain
- (AM) : Parti anti-maçonnique
- (W) : Parti whig
- (FS) : Parti du sol libre
- (KN) : Parti américain (Know Nothing)
- (R) : Parti républicain
- (SD) : Parti démocratique du Sud
- (CU) : Parti de l'Union constitutionnelle
- (NU) : National Union Party (United States) (en)
- (LR) : Parti républicain libéral
- (P-12) : Parti progressiste (1912)
- (P-24) : Parti progressiste (1924)
- (DIX) : Parti démocrate pour les droits des États
- (AIP) : Parti indépendant américain
- (G) : Parti vert

en gras : le vainqueur de l'élection au niveau national

### 1788–89 à 1820
Lors des élections antérieures à 1828, le Massachusetts n'a pas organisé de vote populaire. La législature de l'État a nommé chaque électeur.
| Année   | Vainqueur | Vainqueur             | Vainqueur | Vainqueur | Opposant | Opposant                        | Opposant | Opposant | GÉ | Ref.                              |
| Année   | Candidat  | Candidat              | Votes     | %         | Candidat | Candidat                        | Votes    | %        | GÉ | Ref.                              |
| ------- | --------- | --------------------- | --------- | --------- | -------- | ------------------------------- | -------- | -------- | -- | --------------------------------- |
| 1788-89 |           | George Washington (I) | -         | -         | -        | -                               | -        | -        | 10 | [ note 1 ] [ note 2 ] [ 1 ] [ 2 ] |
| 1792    |           | George Washington (I) | -         | -         | -        | -                               | -        | -        | 16 | [ note 1 ] [ note 2 ] [ 1 ] [ 2 ] |
| 1796    |           | John Adams (F)        | -         | -         |          | Thomas Jefferson (DR)           | -        | -        | 16 | [ note 1 ] [ 3 ] [ 4 ]            |
| 1800    |           | Thomas Jefferson (DR) | -         | -         |          | John Adams (F)                  | -        | -        | 16 | [ note 1 ] [ 5 ] [ 6 ]            |
| 1804    |           | Thomas Jefferson (DR) | -         | -         |          | Charles Cotesworth Pinckney (F) | -        | -        | 19 | [ note 1 ] [ 7 ] [ 8 ]            |
| 1808    |           | James Madison (DR)    | -         | -         |          | Charles Cotesworth Pinckney (F) | -        | -        | 19 | [ note 1 ] [ 9 ] [ 10 ]           |
| 1812    |           | James Madison (DR)    | -         | -         |          | DeWitt Clinton (F)              | -        | -        | 22 | [ note 1 ] [ 11 ] [ 12 ]          |
| 1816    |           | James Monroe (DR)     | -         | -         |          | Rufus King (F)                  | -        | -        | 22 | [ note 1 ] [ 13 ] [ 14 ]          |
| 1820    |           | James Monroe (DR)     | -         | -         | -        | -                               | -        | -        | 15 | [ note 2 ] [ 15 ] [ 16 ]          |

### 1824
L'élection de 1824 fut une élection complexe de réalignement à la suite de l'effondrement du parti démocrate-républicain au pouvoir , qui aboutit à quatre candidats différents, chacun prétendant porter la bannière du parti, et se disputant l'influence dans différentes régions du pays. Cette élection fut la seule de l'histoire à être décidée par la Chambre des représentants en vertu des dispositions du douzième amendement de la Constitution des États-Unis, aucun candidat n'ayant obtenu la majorité des voix du grand électeur. Ce fut également la seule élection présidentielle au cours de laquelle le candidat ayant reçu la pluralité des voix du grand électeur ( Andrew Jackson ) ne devint pas président, ce qui fut une source de grande amertume pour Jackson et ses partisans, qui qualifièrent l'élection d'Adams de marchandage corrompu.
| Année | Vainqueur | Vainqueur              | Vainqueur | Vainqueur | Opposants | Opposants             | Opposants | Opposants | GÉ | Ref.          |
| Année | Candidat  | Candidat               | Votes     | %         | Candidat  | Candidat              | Votes     | %         | GÉ | Ref.          |
| ----- | --------- | ---------------------- | --------- | --------- | --------- | --------------------- | --------- | --------- | -- | ------------- |
| 1824  |           | John Quincy Adams (DR) | 30 687    | 72,97 %   |           | Autres candidats (DR) |           |           | 15 | [ 17 ] [ 18 ] |

### 1828 à 1856
| Année | Vainqueur | Vainqueur                  | Vainqueur | Vainqueur | Opposant | Opposant              | Opposant | Opposant | Autres candidats | Autres candidats      | Autres candidats | Autres candidats | GÉ | Ref. |
| Année | Candidat  | Candidat                   | Votes     | %         | Candidat | Candidat              | Votes    | %        | Candidat         | Candidat              | Votes            | %                | GÉ | Ref. |
| ----- | --------- | -------------------------- | --------- | --------- | -------- | --------------------- | -------- | -------- | ---------------- | --------------------- | ---------------- | ---------------- | -- | ---- |
| 1828  |           | John Quincy Adams (NR)     | 29,836    | 76.36     |          | Andrew Jackson (D)    | 6,012    | 15.39    |                  | —                     |                  |                  | 15 |      |
| 1832  |           | Henry Clay (NR)            | 31,963    | 47.27     |          | William Wirt (AM)     | 14,692   | 21.73    |                  | Andrew Jackson (D)    | 13,933           | 20.61            | 14 |      |
| 1836  |           | Daniel Webster (W)         | 41,201    | 55.13     |          | Martin Van Buren (D)  | 33,486   | 44.81    |                  | multiple              |                  |                  | 14 |      |
| 1840  |           | William Henry Harrison (W) | 72,852    | 57.44     |          | Martin Van Buren (D)  | 52,355   | 41.28    |                  | —                     |                  |                  | 14 |      |
| 1844  |           | Henry Clay (W)             | 67,062    | 50.79     |          | James K. Polk (D)     | 53,039   | 40.17    |                  | —                     |                  |                  | 12 |      |
| 1848  |           | Zachary Taylor (W)         | 61,072    | 45.32     |          | Martin Van Buren (FS) | 38,333   | 28.45    |                  | Lewis Cass (D)        | 35,281           | 26.18            | 12 |      |
| 1852  |           | Winfield Scott (W)         | 52,683    | 41.45     |          | Franklin Pierce (D)   | 44,569   | 35.07    |                  | John P. Hale (FS)     | 28,203           | 22.19            | 13 |      |
| 1856  |           | John C. Frémont (R)        | 108,172   | 63.61     |          | James Buchanan (D)    | 39,244   | 23.08    |                  | Millard Fillmore (KN) | 19,626           | 11.54            | 13 |      |

### 1860
L’élection de 1860 fut une élection de réalignement complexe au cours de laquelle la rupture de l’alignement bipartite précédent a abouti à la présence de quatre partis, chacun en compétition pour l’influence dans différentes parties du pays. Le résultat de l’élection, avec la victoire d’un ardent opposant à l'esclavage, a provoqué la sécession de onze États et provoqué la guerre civile américaine.
| Année | Vainqueur | Vainqueur           | Vainqueur | Vainqueur | Autres candidats | Autres candidats       | Autres candidats | Autres candidats | Autres candidats | Autres candidats          | Autres candidats | Autres candidats | Autres candidats | Autres candidats | Autres candidats | Autres candidats | GÉ | Ref. |
| Année | Candidat  | Candidat            | Votes     | %         | Candidat         | Candidat               | Votes            | %                | Candidat         | Candidat                  | Votes            | %                | Candidat         | Candidat         | Votes            | %                | GÉ | Ref. |
| ----- | --------- | ------------------- | --------- | --------- | ---------------- | ---------------------- | ---------------- | ---------------- | ---------------- | ------------------------- | ---------------- | ---------------- | ---------------- | ---------------- | ---------------- | ---------------- | -- | ---- |
| 1860  |           | Abraham Lincoln (R) | 106,684   | 62.9      |                  | Stephen A. Douglas (D) | 34,370           | 20.3             |                  | John C. Breckinridge (SD) | 6,163            | 3.6              |                  | John Bell (CU)   | 22,331           | 13.2             | 13 |      |

### 1864 à aujourd'hui
| Année | Vainqueur | Vainqueur                 | Vainqueur | Vainqueur | Opposant | Opposant                   | Opposant  | Opposant | Autres candidats | Autres candidats             | Autres candidats | Autres candidats | GÉ | Ref.   |
| Année | Candidat  | Candidat                  | Votes     | %         | Candidat | Candidat                   | Votes     | %        | Candidat         | Candidat                     | Votes            | %                | GÉ | Ref.   |
| ----- | --------- | ------------------------- | --------- | --------- | -------- | -------------------------- | --------- | -------- | ---------------- | ---------------------------- | ---------------- | ---------------- | -- | ------ |
| 1864  |           | Abraham Lincoln (NU)      | 126,742   | 72.20     |          | George B. McClellan (D)    | 48,745    | 27.80    |                  | —                            |                  |                  | 12 |        |
| 1868  |           | Ulysses S. Grant (R)      | 136,379   | 69.80     |          | Horatio Seymour (D)        | 59,103    | 30.20    |                  | —                            |                  |                  | 12 |        |
| 1872  |           | Ulysses S. Grant (R)      | 133,455   | 69.20     |          | Horace Greeley (LR)        | 59,195    | 30.69    |                  | —                            |                  |                  | 13 |        |
| 1876  |           | Rutherford B. Hayes (R)   | 150,064   | 57.80     |          | Samuel J. Tilden (D)       | 108,777   | 41.90    |                  | —                            |                  |                  | 13 |        |
| 1880  |           | James A. Garfield (R)     | 165,198   | 58.53     |          | Winfield S. Hancock (D)    | 111,720   | 39.58    |                  | James B. Weaver (GB)         | 4,548            | 1.61             | 13 |        |
| 1884  |           | James G. Blaine (R)       | 146,724   | 48.36     |          | Grover Cleveland (D)       | 122,352   | 40.33    |                  | —                            |                  |                  | 14 |        |
| 1888  |           | Benjamin Harrison (R)     | 183,892   | 53.42     |          | Grover Cleveland (D)       | 151,590   | 44.04    |                  | —                            |                  |                  | 14 |        |
| 1892  |           | Benjamin Harrison (R)     | 202,814   | 51.87     |          | Grover Cleveland (D)       | 176,813   | 45.22    |                  | James B. Weaver (GB)         | 3,210            | 0.82             | 15 |        |
| 1896  |           | William McKinley (R)      | 278,976   | 69.47     |          | William Jennings Bryan (D) | 105,711   | 26.32    |                  | —                            |                  |                  | 15 |        |
| 1900  |           | William McKinley (R)      | 238,866   | 57.59     |          | William Jennings Bryan (D) | 156,997   | 37.85    |                  | —                            |                  |                  | 15 |        |
| 1904  |           | Theodore Roosevelt (R)    | 257,822   | 57.92     |          | Alton B. Parker (D)        | 165,746   | 37.24    |                  | —                            |                  |                  | 16 |        |
| 1908  |           | William H. Taft (R)       | 265,966   | 58.21     |          | William Jennings Bryan (D) | 155,543   | 34.04    |                  | —                            |                  |                  | 16 |        |
| 1912  |           | Woodrow Wilson (D)        | 173,408   | 35.53     |          | William H. Taft (R)        | 155,948   | 31.95    |                  | Theodore Roosevelt (P-12)    | 142,228          | 29.14            | 18 |        |
| 1916  |           | Charles E. Hughes (R)     | 268,784   | 50.54     |          | Woodrow Wilson (D)         | 247,885   | 46.61    |                  | —                            |                  |                  | 18 |        |
| 1920  |           | Warren G. Harding (R)     | 681,153   | 68.55     |          | James M. Cox (D)           | 276,691   | 27.84    |                  | Parley P. Christensen        | —                | —                | 18 |        |
| 1924  |           | Calvin Coolidge (R)       | 703,476   | 62.26     |          | John W. Davis (D)          | 280,831   | 24.86    |                  | Robert M. La Follette (P-24) | 141,225          | 12.50            | 18 |        |
| 1928  |           | Al Smith (D)              | 792,758   | 50.24     |          | Herbert Hoover (R)         | 775,566   | 49.15    |                  | —                            |                  |                  | 18 |        |
| 1932  |           | Franklin D. Roosevelt (D) | 800,148   | 50.64     |          | Herbert Hoover (R)         | 736,959   | 46.64    |                  | —                            |                  |                  | 17 |        |
| 1936  |           | Franklin D. Roosevelt (D) | 942,716   | 51.22     |          | Alf Landon (R)             | 768,613   | 41.76    |                  | —                            |                  |                  | 17 |        |
| 1940  |           | Franklin D. Roosevelt (D) | 1,076,522 | 53.11     |          | Wendell Willkie (R)        | 939,700   | 46.36    |                  | —                            |                  |                  | 17 |        |
| 1944  |           | Franklin D. Roosevelt (D) | 1,035,296 | 52.80     |          | Thomas E. Dewey (R)        | 921,350   | 46.99    |                  | —                            |                  |                  | 16 |        |
| 1948  |           | Harry S. Truman (D)       | 1,151,788 | 54.66     |          | Thomas E. Dewey (R)        | 909,370   | 43.16    |                  | Strom Thurmond (DIX)         | —                | —                | 16 |        |
| 1952  |           | Dwight D. Eisenhower (R)  | 1,292,325 | 54.22     |          | Adlai Stevenson (D)        | 1,083,525 | 45.46    |                  | —                            |                  |                  | 16 |        |
| 1956  |           | Dwight D. Eisenhower (R)  | 1,393,197 | 59.32     |          | Adlai Stevenson (D)        | 948,190   | 40.37    |                  | Autres candidats             | —                | —                | 16 |        |
| 1960  |           | John F. Kennedy (D)       | 1,487,174 | 60.22     |          | Richard Nixon (R)          | 976,750   | 39.55    |                  | —                            |                  |                  | 16 |        |
| 1964  |           | Lyndon B. Johnson (D)     | 1,786,422 | 76.19     |          | Barry Goldwater (R)        | 549,727   | 23.44    |                  | —                            |                  |                  | 14 |        |
| 1968  |           | Hubert Humphrey (D)       | 1,469,218 | 63.01     |          | Richard Nixon (R)          | 766,844   | 32.89    |                  | George Wallace (AIP)         | 87,088           | 3.73             | 14 |        |
| 1972  |           | George McGovern (D)       | 1,332,540 | 54.20     |          | Richard Nixon (R)          | 1,112,078 | 45.23    |                  | —                            |                  |                  | 14 |        |
| 1976  |           | Jimmy Carter (D)          | 1,429,475 | 56.11     |          | Gerald Ford (R)            | 1,030,276 | 40.44    |                  | —                            |                  |                  | 14 |        |
| 1980  |           | Ronald Reagan (R)         | 1,057,631 | 41.90     |          | Jimmy Carter (D)           | 1,053,802 | 41.75    |                  | John B. Anderson (I)         | 382,539          | 15.15            | 14 |        |
| 1984  |           | Ronald Reagan (R)         | 1,310,936 | 51.22     |          | Walter Mondale (D)         | 1,239,606 | 48.43    |                  | —                            |                  |                  | 13 |        |
| 1988  |           | Michael Dukakis (D)       | 1,401,406 | 53.23     |          | George H. W. Bush (R)      | 1,194,644 | 45.38    |                  | —                            |                  |                  | 13 |        |
| 1992  |           | Bill Clinton (D)          | 1,318,662 | 47.54     |          | George H. W. Bush (R)      | 805,049   | 29.03    |                  | Ross Perot (I)               | 632,312          | 22.8             | 12 |        |
| 1996  |           | Bill Clinton (D)          | 1,571,763 | 61.47     |          | Bob Dole (R)               | 718,107   | 28.09    |                  | Ross Perot (I)               | 227,217          | 8.89             | 12 |        |
| 2000  |           | Al Gore (D)               | 1,616,487 | 59.80     |          | George W. Bush (R)         | 878,502   | 32.50    |                  | Ralph Nader (G)              | 173,564          | 6.42             | 12 | [ 19 ] |
| 2004  |           | John Kerry (D)            | 1,803,800 | 61.94     |          | George W. Bush (R)         | 1,071,109 | 36.78    |                  | —                            |                  |                  | 12 | [ 20 ] |
| 2008  |           | Barack Obama (D)          | 1,904,097 | 61.80     |          | John McCain (R)            | 1,108,854 | 35.99    |                  | —                            |                  |                  | 12 | [ 21 ] |
| 2012  |           | Barack Obama (D)          | 1,921,290 | 60.65     |          | Mitt Romney (R)            | 1,188,314 | 37.51    |                  | —                            |                  |                  | 11 | [ 22 ] |
| 2016  |           | Hillary Clinton (D)       | 1,995,196 | 60.01     |          | Donald Trump (R)           | 1,090,893 | 32.81    |                  | —                            |                  |                  | 11 | [ 23 ] |
| 2020  |           | Joe Biden (D)             | 2,382,202 | 65.60     |          | Donald Trump (R)           | 1,167,202 | 32.14    |                  | —                            |                  |                  | 11 | [ 24 ] |